# Balthasar Neumann
Johann Balthasar Neumann (n. 27 ianuarie 1687, Eger, Boemia – d. 19 august 1753, Würzburg, Franconia) a fost unul din importanții maeștri ai barocului și rococoului din Germania de sud.

## Etape din viață
- 1714: este angajat la o turnătorie de Würzburg, unde se califică ca turnător de ghiulele de război.
- 1717: participant la luptele de cucerire a Belgradului ca inginer de teren.
- 1719: angajat ca director de construcții la contele de Schönborn în Würzburg. Colaborări cu cei mai renumiți arhitecți ai vremii (Johann Lukas von Hildebrandt ș.a.).
- 1731: șef de catedră la Universitatea din Würzburg.

## Creațiile sale principale

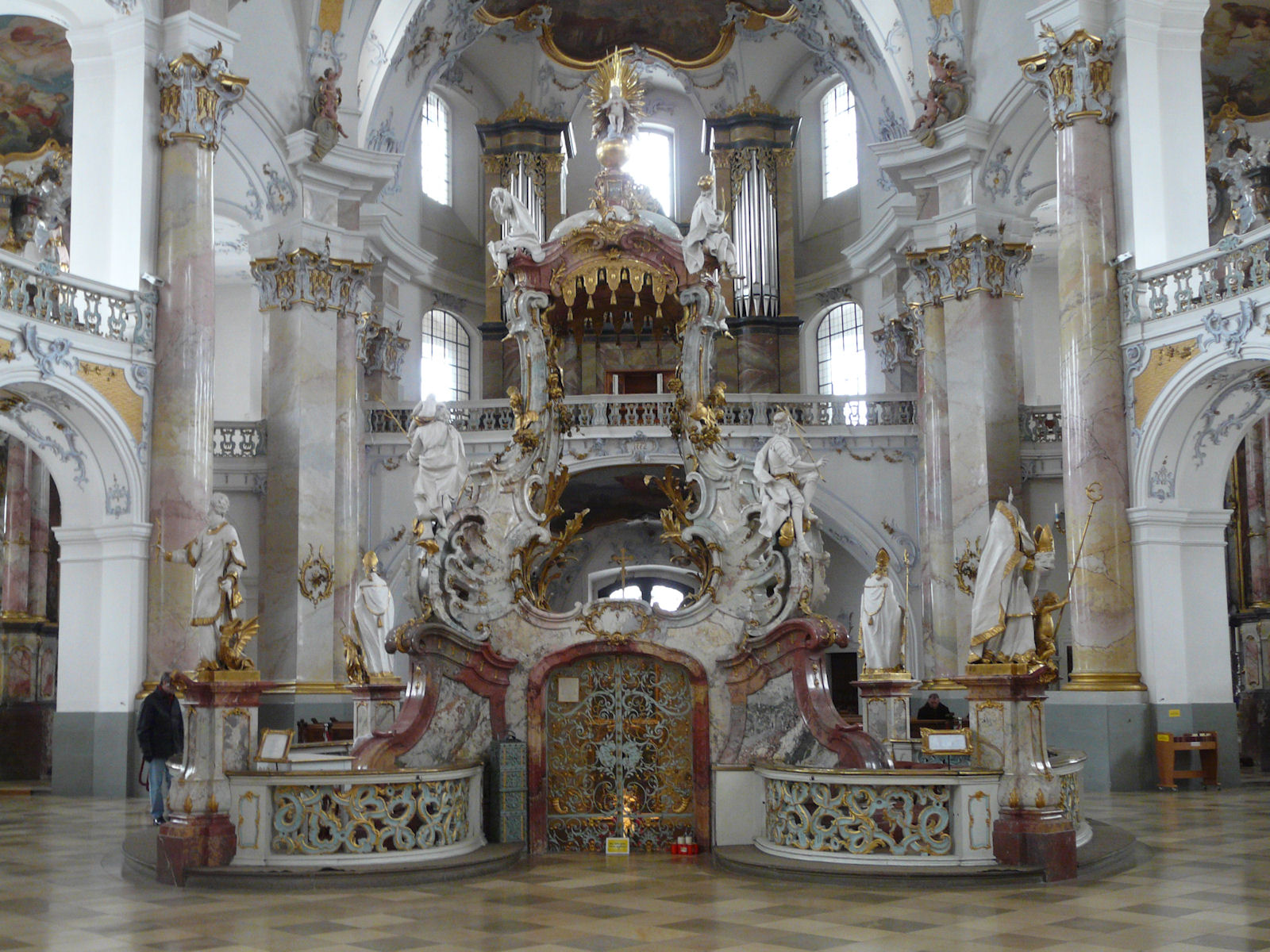
Basilica de pelerinaj Vierzehnheiligen din Bad Staffelstein

- Abația mănăstirii din Schöntal (până în 1736)
- Rezidența din Würzburg în stil baroc italian-francez (1720 - 1744) după modelul palatului Versailles
- Capela familiei Schönborn din Domul din Würzburg (1723 - 1724)
- Hala de la Bad Bocklet (1725)
- Biserica St. Andreas din Retzstadt (1726)
- Turnul Maschikuli din fortificația Marienberg din Würzburg (1728)
- Biserica circulară de la mănăstirea Holzkirchen (Unterfranken) (1728 - 1730)
- Biserica Ordinului German din Bad Mergentheim (1730 - 1735)
- Basilica de pelerinaj a mănăstirii din Gößweinstein (1730 - 1739)
- Casa Scărilor din Castelul Bruchsal (din 1731)
- Biserica St.Nikolaus din Arnstein (1731 - 1734)
- Castelul din Werneck (1733 - 1746)
- Castelele Augustusburg și Falkenlust din Brühl (Rheinland)
- Biserica St.Laurentius din Dirmstein (1742 - 1746)
- Basilica de pelerinaj Vierzehnheiligen[10] din Bad Staffelstein (1743 - 1772)
- Basilica abației din Münsterschwarzach (1727 - 1743)
- Basilica abației din Neresheim (1748)

## Varia

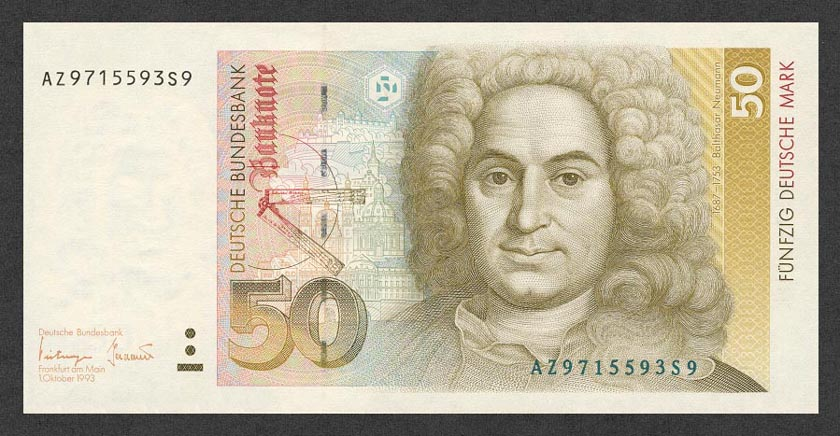
Balthasar Neumann pe bancnota de 50 DM

Ca semn de recunoștință pentru meritele sale excepționale în artă, chipul său a fost imprimat pe fosta bancnotă germană de 50 DM.